# Palác míru
Palác míru, nizozemsky Vredespaleis, je budova v nizozemském městě Haag. Sídlí v ní Mezinárodní soudní dvůr, tedy hlavní soudní orgán OSN, dále Stálý rozhodčí soud nebo Akademie mezinárodního práva. 

## Historie
Palác je v novorenesančním stylu, jeho výstavba začala roku 1907 (během druhé haagské konference) a v roce 1913 byl slavnostně otevřen. Postaven byl z prostředků, které poskytl filantrop Andrew Carnegie, a zejména díky snaze Andrew Dickson Whitea. Autorem architektonického návrhu byl Francouz Louis Marie Cordonnier. 
Na výzdobě se symbolicky podílela řada států, Itálie darovala například mramor, Japonsko koberce, Dánsko fontánu atp. 
V roce 2013 Evropská komise Palác zařadila jako jednu z prvních památek mezi tzv. Evropské dědictví.